# Volutomitra tenella
Volutomitra tenella is een slakkensoort uit de familie van de Volutomitridae. De wetenschappelijke naam van de soort is voor het eerst geldig gepubliceerd in 1998 door Golikov & Sirenko.